# قصور فرعية

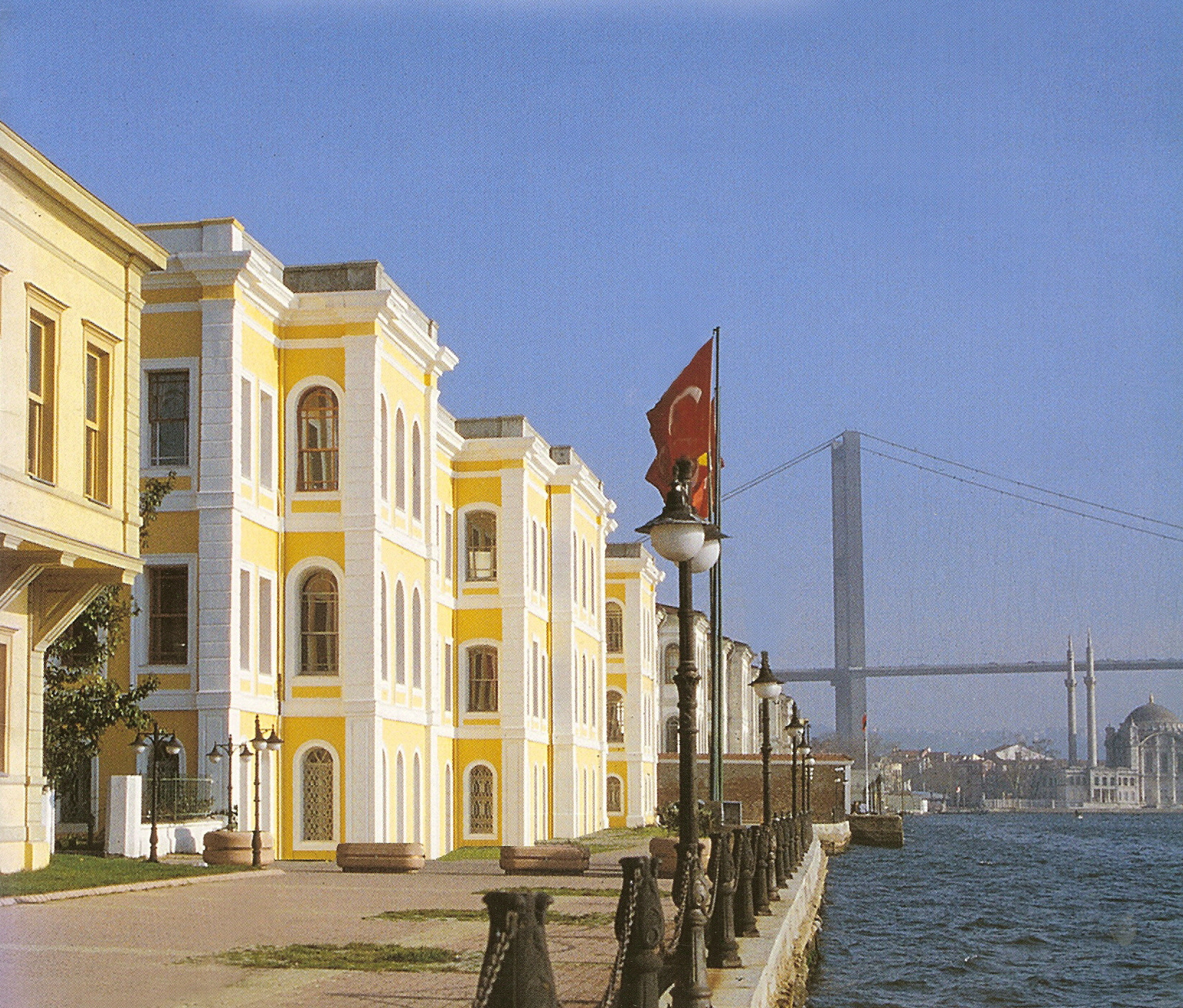
إحدى القصور الفرعية، مستخدمة الآن من قبل جامعة غلطة سراي.

قصور فرعية هي القصور الموجودة بين بشكطاش وأورتاكوي، التي تتكون من ثلاثة أقسام.
في العصر العثماني، كام يقيم فيها المنحدرون من الأسرة المالكة ممن لا يملكون منازل شتوية.